# Bier in Ierland

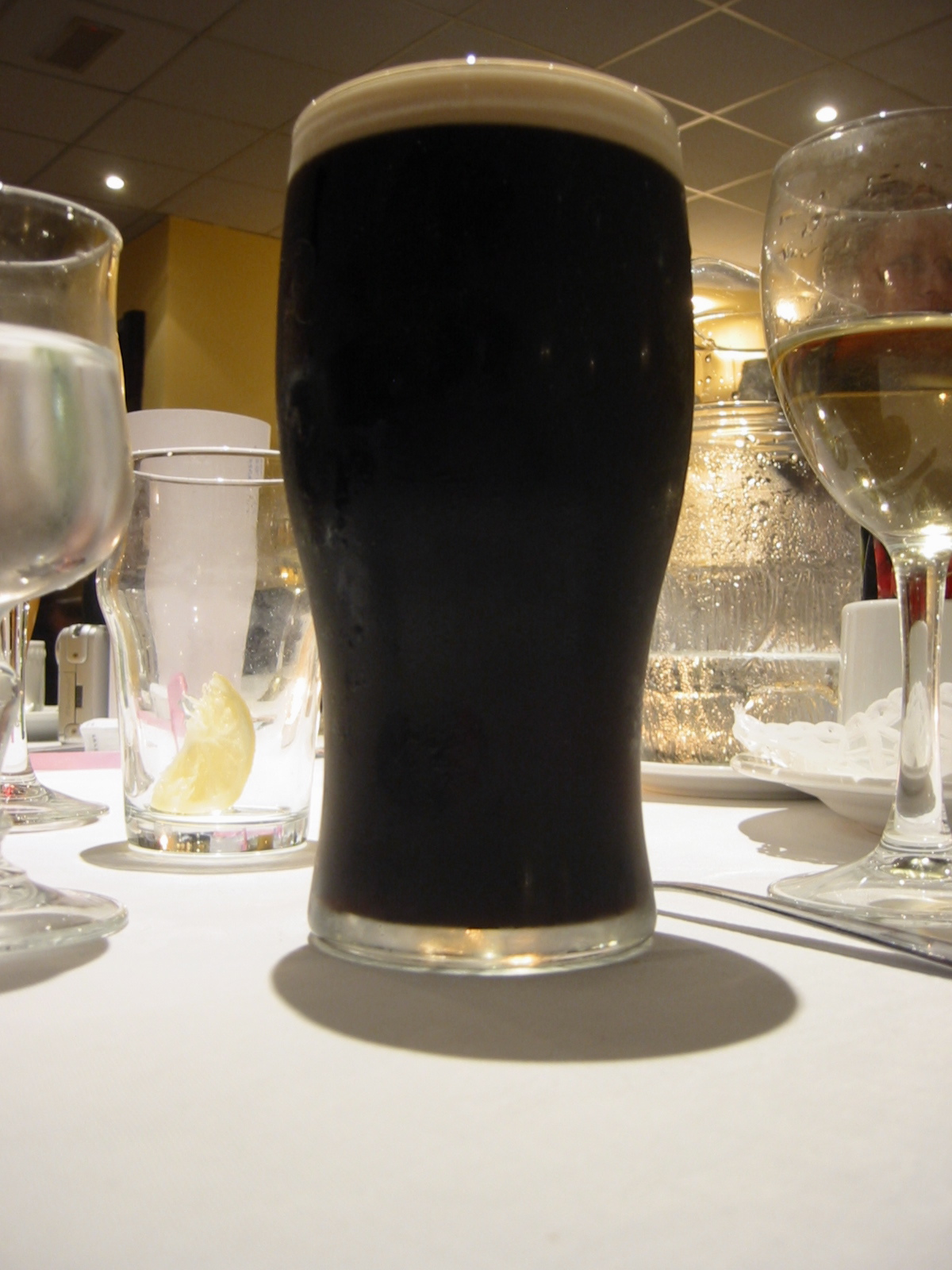
Ierse stout

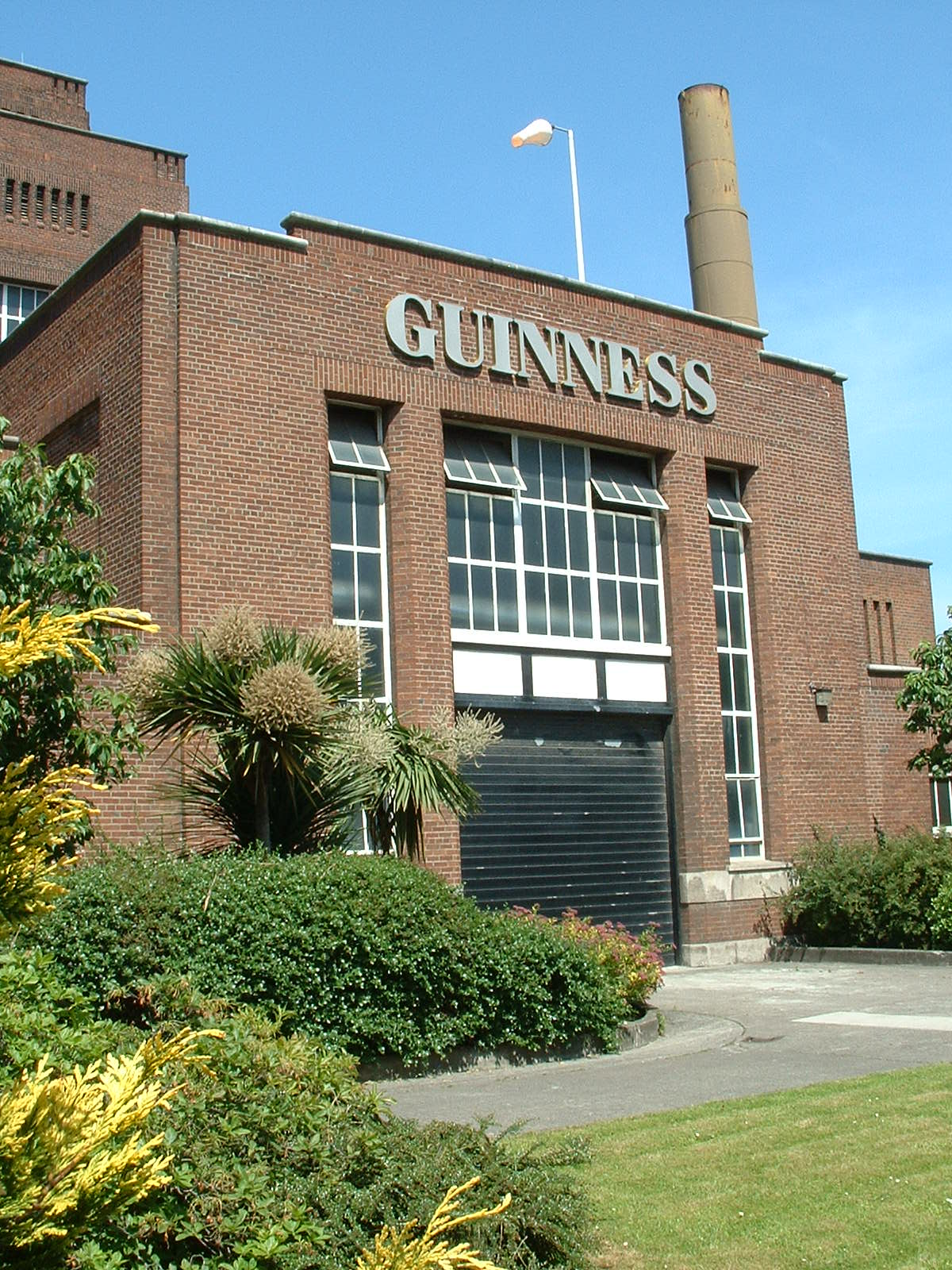
De Guinness-brouwerij in Dublin

Het brouwen van bier in Ierland gaat een hele tijd terug in de geschiedenis en er wordt jaarlijks circa 8 miljoen hectoliter gebrouwen. Lagers hebben een marktaandeel van 65,4%, stout 29,2% en ales 5,4%. Bier maakt 47% uit van de totale alcoholconsumptie, tegenover wijn 26%, sterkedrank 19% en cider 8%.

## Geschiedenis
In het begin van de negentiende eeuw waren er tweehonderd brouwerijen in Ierland waarvan 55 in Dublin. Tijdens de negentiende eeuw zakte dit aantal naar circa vijftig en in 2013 waren er nog 30 over. Ierland produceerde oorspronkelijk ales zonder gebruik van hop omdat deze plant niet gekweekt werd in het land. Vanaf de achttiende eeuw werd hop in grote hoeveelheden ingevoerd vanuit Engeland. Vanaf halfweg de achttiende eeuw werd vanuit Ierland steeds meer bier (voornamelijk porter) uitgevoerd naar Engeland (15.000 vaten in 1750 en meer dan 100.000 vaten in 1792). De eerste lagers werden pas einde negentiende, begin twintigste eeuw gebrouwen en de ale die gebrouwen wordt is merendeel Irish Red Ale.
Ierland is ontegenzeggelijk verbonden met stout. Arthur Guinness begon in 1756 een kleine brouwerij die verhuisde naar Dublin in 1759. Oorspronkelijk brouwde hij enkel ales en schakelde over naar porter, een bierstijl uit Londen. In het begin van de twintigste eeuw was Guinness uitgegroeid tot de grootste brouwerij ter wereld.
Vanaf begin jaren 1990 werden meer en meer microbrouwerijen en brouwpubs opgestart en werden er behalve ales ook veel craft beers gebrouwen.

## Cijfers 2013
- Bierproductie: 8,008 miljoen hl
- Export: 3,988 miljoen hl
- Import: 1,264 miljoen hl
- Bierconsumptie: 4,328 miljoen hl
- Bierconsumptie per inwoner: 79 liter
- Actieve brouwerijen: 30[5]

## Brouwerijen (selectie)
- Guinness Brewery (eigendom van Diageo)
- Heineken Brewery Ireland
- Carlow Brewing Company
- Great Northern Brewery (eigendom van Diageo)
- Porterhouse Brewing Company (keten van zes brouwpubs)

## Bieren (selectie)
- Guinness
- Beamish
- Kilkenny
- Murphy's
- Harp Lager
- Smithwick's

## Organisaties
- The Irish Brewers, de nationale brouwersvereniging werd opgericht in 1904 maar enkel Barry & Fitzwilliam, Carlow Brewing Company, Diageo Ireland, Heineken Ireland, Molson Coors en Richmond Marketing (brouwers en distributeurs van Ierse bieren) zijn lid.
- The Independent Craft Brewers & Distillers of Ireland, opgericht in 2013 en oorspronkelijk opgericht als steun voor de craftbrouwers en distilleerders en open voor elke microbrouwerij.
- Beer Ireland, opgericht in 2012 door recente oprichters van microbrouwerijen. Einde 2013 telde de groep 100 leden, inclusief brouwers van een 20-tal Irish craft-brouwerijen.